# Cephalocereus nudus
Cephalocereus nudus es una especie de planta suculenta perteneciente al género Cephalocereus, dentro de la familia Cactaceae. Es endémica del suroeste de México.

## Descripción

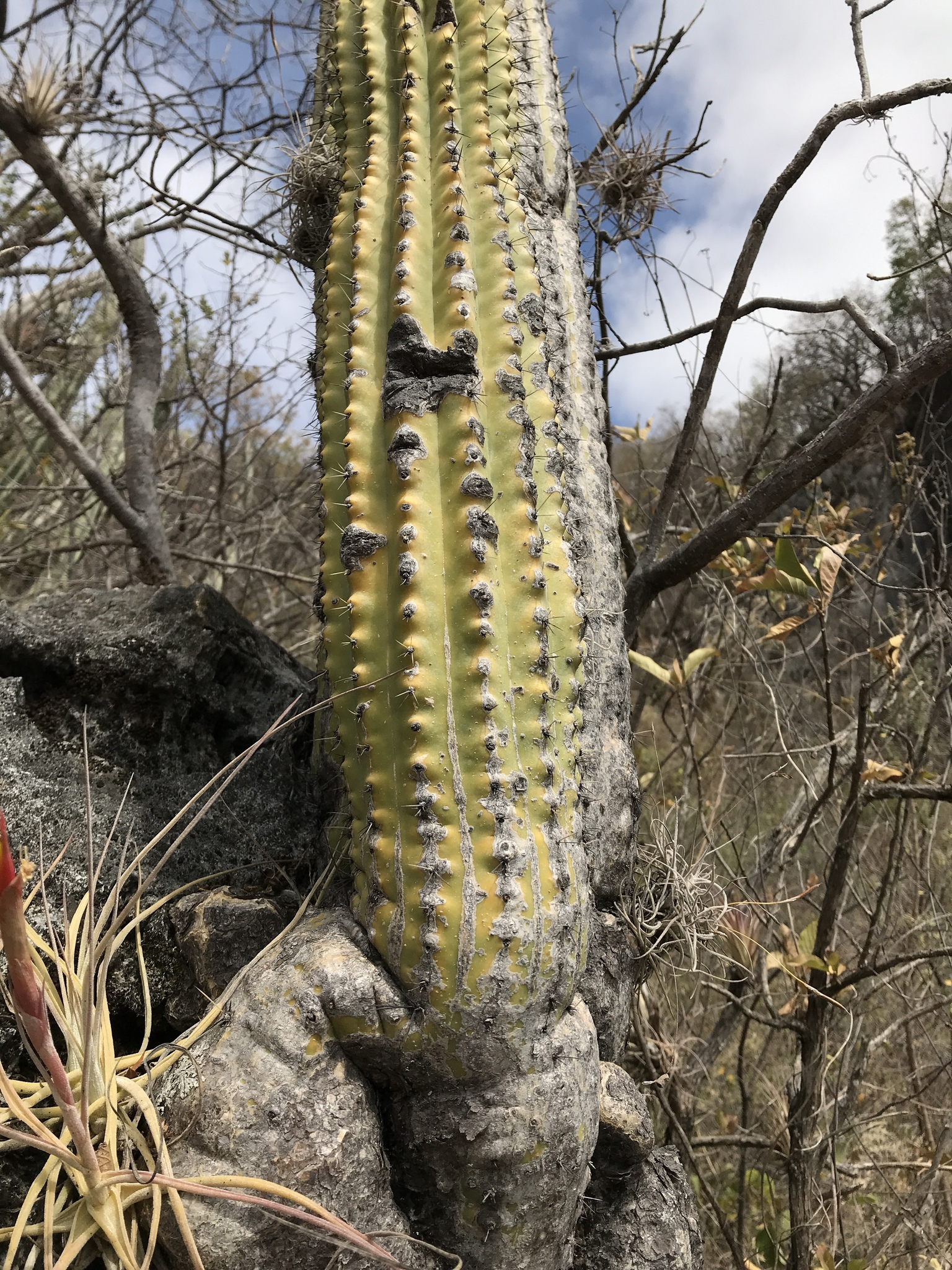
Detalle del tallo

Cephalocereus nudus es una especie de cactus columnar, arborescente y ramificado. Puede alcanzar los 10 m de altura, con un tronco cilíndrico de hasta 70 cm de diámetro.
Los tallos son generalmente de color verde claro a grisáceo y presentan de 15 a 20 costillas. Sobre ellas se asientan las areolas con espinas cortas, aunque a medida que el cactus madura, puede perder espinas, lo que le da su nombre común de "nudus" (que significa desnudo en latín).
Las flores son blanquecinas, acampanadas y se abren por la noche. La copa floral y el tubo floral están cubiertos de pequeñas escamas. Los frutos tienen forma de huevo y están cubiertos por escamas pequeñas y lana. En su interior encontramos semillas negras y lisas con forma de pera.

## Distribución y hábitat
El área de distribución nativa de esta especie es el suroeste de México y crece principalmente en biomas desérticos o de matorrales secos.

## Taxonomía
Cephalocereus nudus fue descrita por el botánico estadounidense Elmer Yale Dawson y publicada por primera vez en Allan Hancock Foundation Publications: Occasional Papers 1: 12 en 1948.
Etimología
- Cephalocereus: nombre genérico que deriva de la palabra griega kephalē (que significa 'cabeza', en alusión a la estructura lanosa llamada cefalio donde nacen sus flores), y la palabra latina cereus (que se traduce como 'vela' o 'cirio'), haciendo alusión a su forma alargada perfectamente recta. También puede hacer referencia al género Cereus, por lo que se traduciría como 'cereus con cabeza o cefalio'.[3]
- nudus: epíteto específico que deriva del latín y que significa 'desnudo' o 'sin cubrir', haciendo referencia a las pocas espinas que presenta la especie conforme se hace adulto.[4]

## Usos
Se cultiva principalmente como planta ornamental y su propagación se realiza normalmente a través de esquejes o semillas.

## Galería

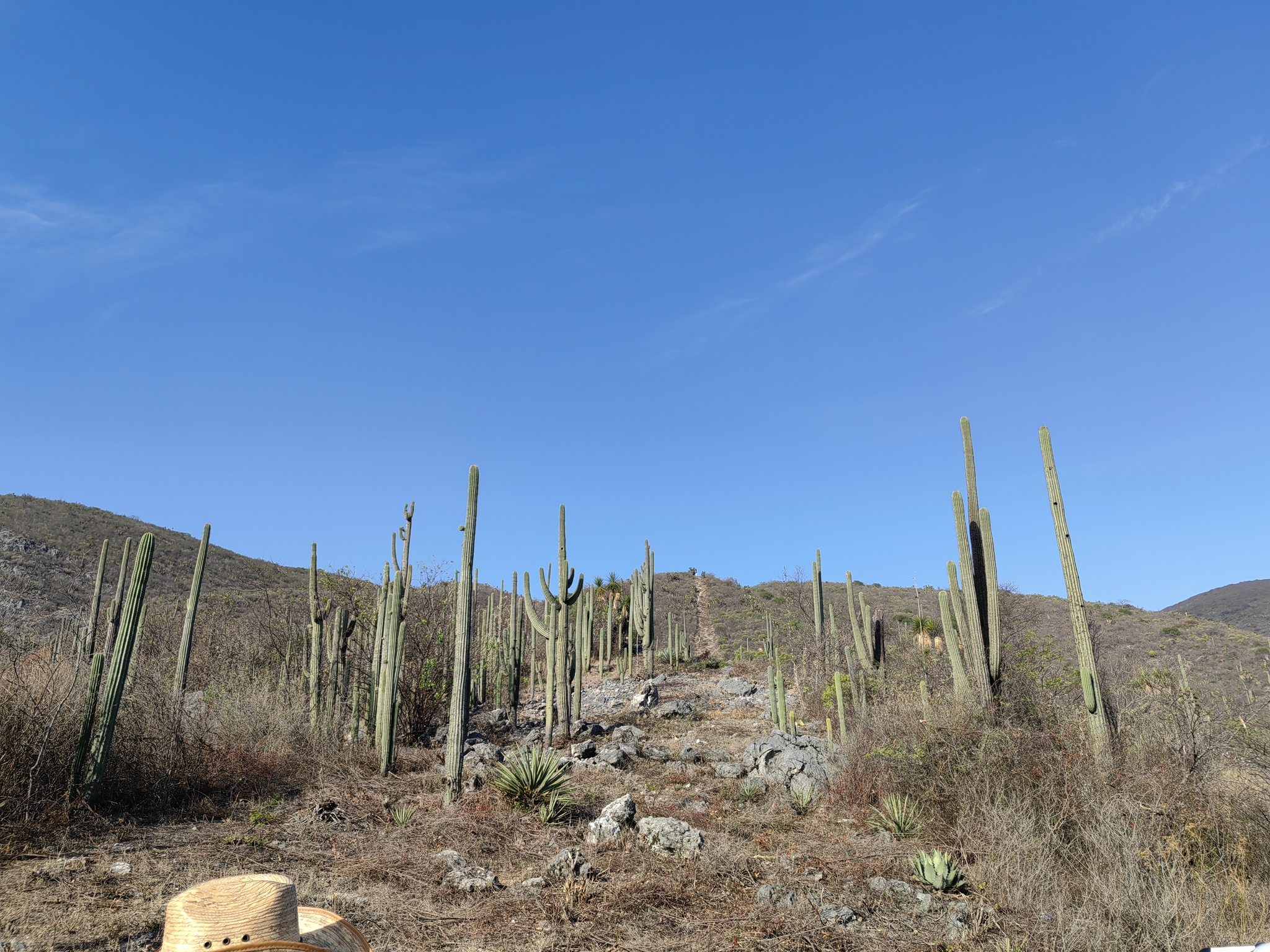
Plantas en si hábitat
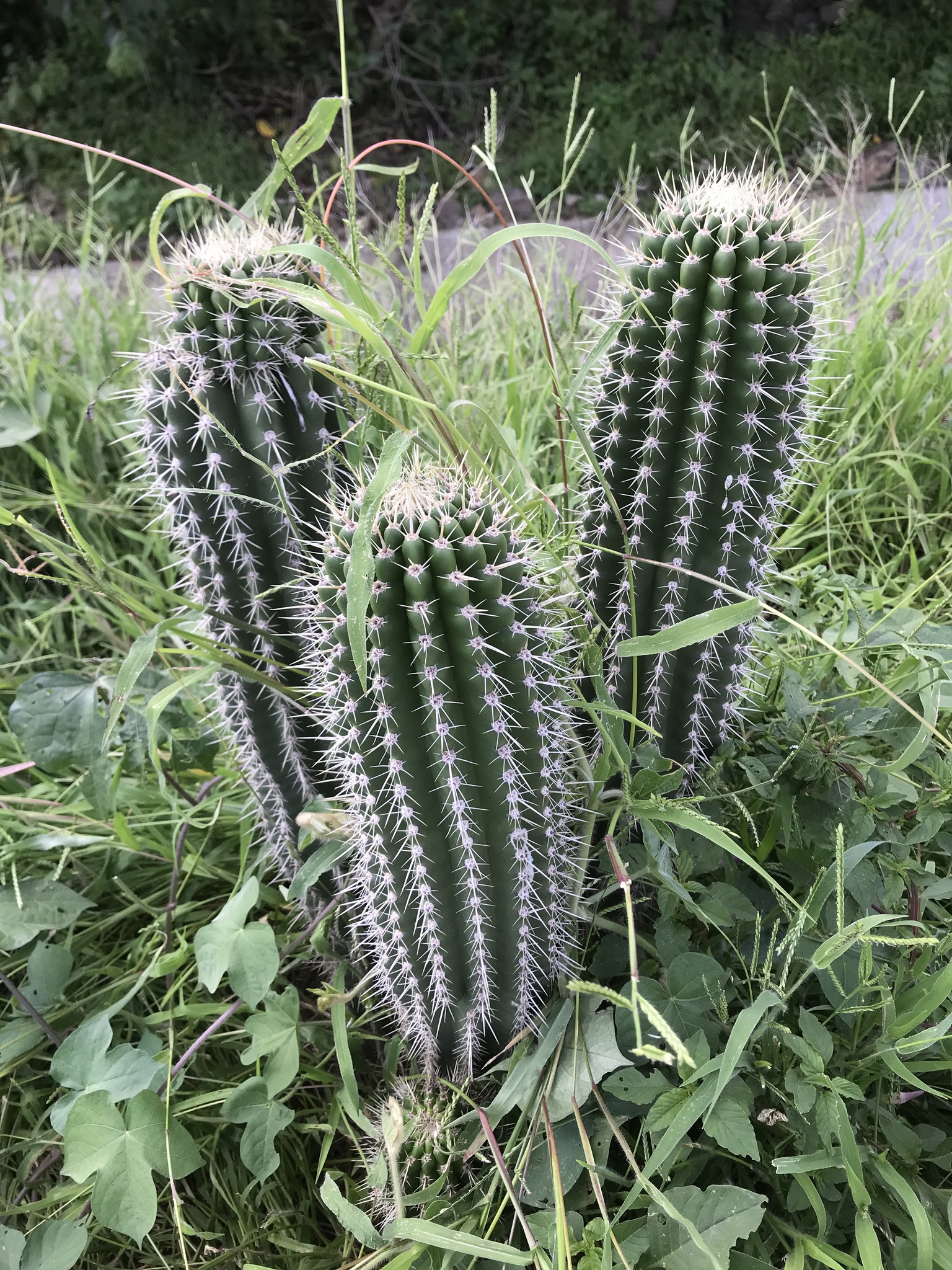
Planta en crecimiento
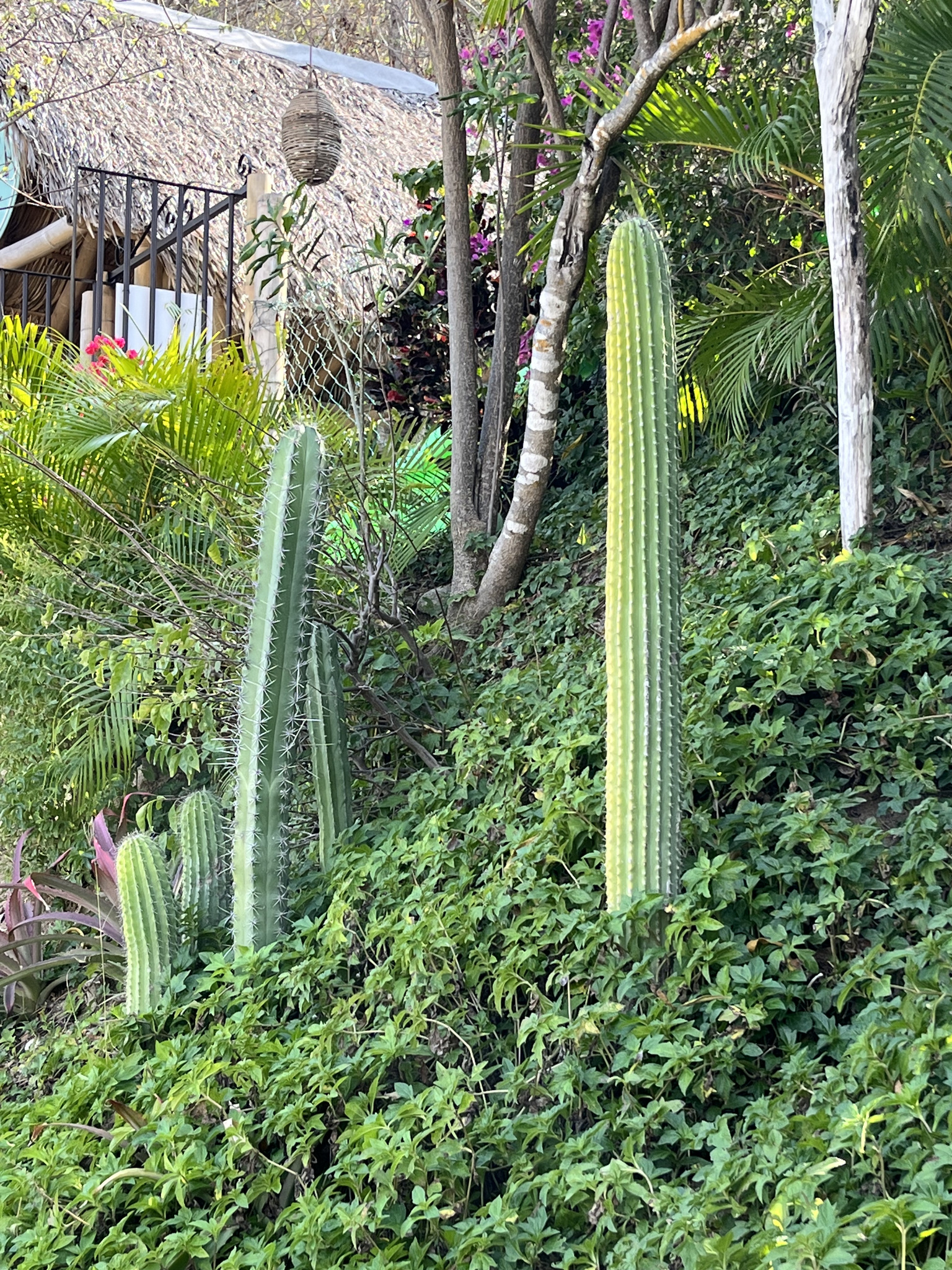
Porte columnar de la especie
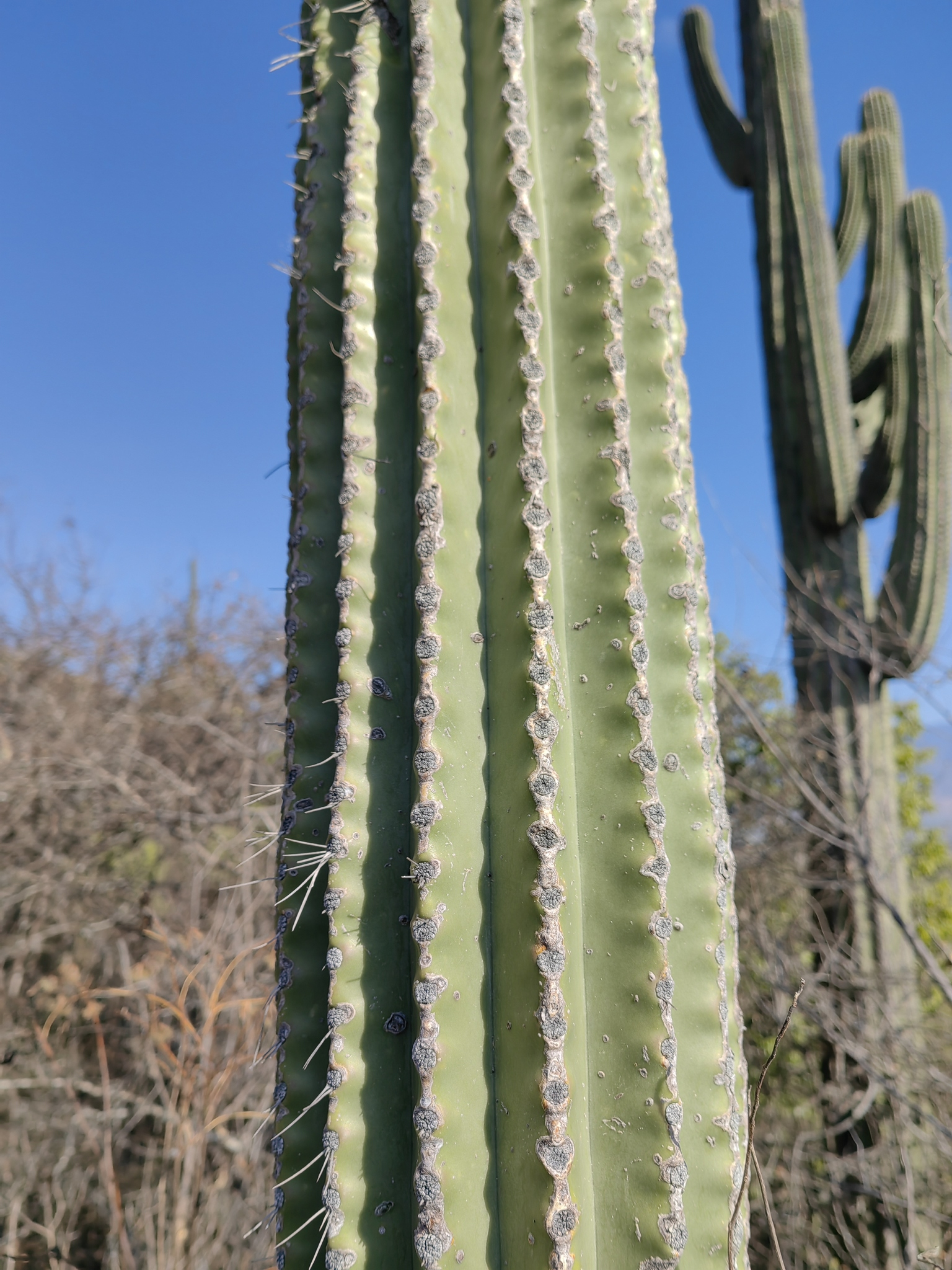
Detalle de las costillas
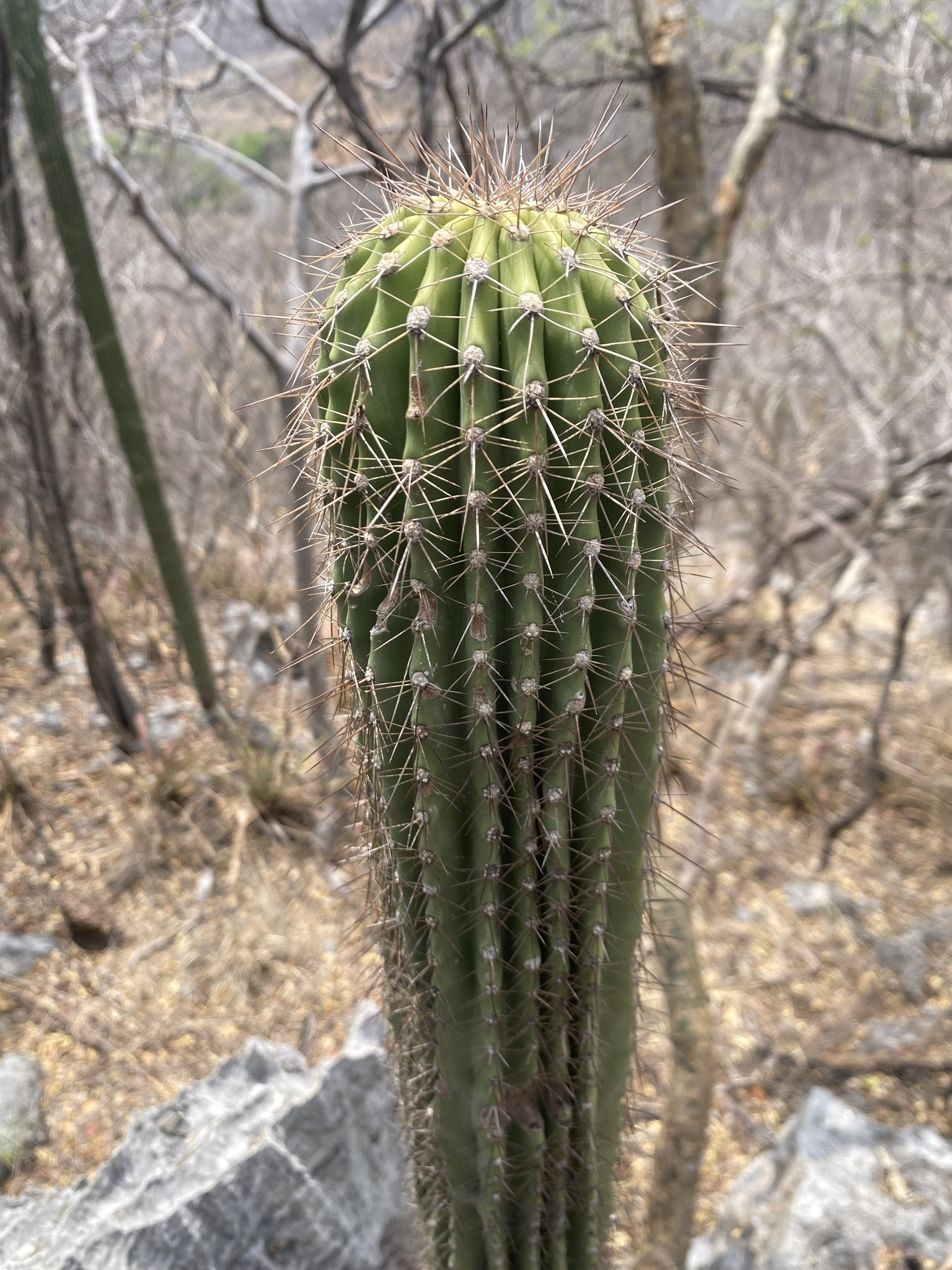
Detalle del tallo